# Sociedad Catalana de Filosofía
La Sociedad Catalana de Filosofía (en catalán, Societat Catalana de Filosofia o SCF) es una entidad cultural fundada en 1923 como filial del Instituto de Estudios Catalanes (IEC), adscrita a la Sección de Filosofía y Ciencias Sociales. Cultiva la filosofía en todos sus aspectos para extender el conocimiento y reunir y publicar los trabajos de quienes se  dedican.

## Historia
El texto del manifiesto fundacional de la Sociedad Catalana de Filosofía dice: «El día 17 de enero de este año, y bajo la presidencia del Dr. Turró, se reunían en la Sala de la Sección de Ciencias del IEC los Sres: Josep Maria Llobera, canónigo de la Sede de Barcelona; Lluís Carreras, Pvre.; Jaume Serra Hunter; Jordi Dwelshauvers; Pere M. Bordoy-Torrents; Alexandre Galí i Coll, y Josep Maria Capdevila, que junto con el Dr. Turró acordaron constituir y declararon constituida la Sociedad Catalana de Filosofía». En la sección del 3 de febrero fueron nombrados dos miembros numerarios más Tomàs Carreras i Artau y Pedro Corominas. (Anuario de la Sociedad Catalana de Filosofía, nº 1, 1923).
La sociedad tenía entre sus objetivos elaborar un vocabulario filosófico de la lengua catalana, que nunca se llegó a hacer. Publicó tan sólo un número de su órgano: Anuario de la Sociedad Catalana de Filosofía. y se rompió por la rivalidad entre el padre Miquel d'Esplugues y otros miembros de la Escuela tomista de Barcelona, con el positivismo de Ramon Turró.
La Sociedad Catalana de Filosofía se reconstituyó formalmente el 10 de julio de 1980, a iniciativa del erudito jesuita Eusebi Colomer i Pous y bajo el impulso de Xavier Rubert de Ventós, Francesc Gomà i Musté y Pere Lluís i Font pero no publicó el n.º 2 de su Anuario hasta el año 1988; desde entonces aparece regularmente y recoge trabajos académicos en filosofía.
Fue parte de esta refundación el profesor y escritor Luis Cuéllar Bassols.